# Olavi Puro
Olavi Kauko Puro (Helsinki, 19 novembre 1918 – Helsinki, 20 giugno 1999) è stato un militare e aviatore finlandese, asso dell'aviazione da caccia nel corso della seconda guerra mondiale abbattendo individualmente 35 aerei nemici e due in collaborazione nel corso di 207 missioni.  Fu proposto per tre volte per la concessione dell'onorificenza di Cavaliere della Croce di Mannerheim di seconda classe, che non ricevette mai a causa di problemi burocratici.

## Biografia
Nacque a Helsinki il 19 novembre 1918 da una famiglia di agiate condizioni economiche, figlio di Kalle Heikki e di Tyyne Ihana Koski. Effettuò studi regolari, e dopo lo scoppio della guerra d'inverno con l'Unione Sovietica si arruolò nella Suomen ilmavoimat iniziando l'addestramento come pilota. Conseguì il brevetto di pilota militare l'11 febbraio 1941. Posto in congedo venne nuovamente mobilitato quattro mesi dopo, con l'inizio della guerra di continuazione, e dopo un ulteriore periodo di addestramento inviato al 24º Squadrone caccia (LeLv24) il 22 giugno 1942. Il 25 settembre venne trasferito al LeLv6 per pilotare i caccia Polikarpov I-153 catturati come bottino di guerra che avevano base a Römpötti, vicino Viipuri. Il LeLv6 era un reparto da ricognizione, utilizzato per missioni di pattugliamento antisommergibile e antinave utilizzando i Tupolev SB-2 e e i Polikarpov I-153 sul golfo di Finlandia. Il reparto venne rinominato LeLv30 il 16 novembre 1942.
Conseguì la sua prima vittoria aerea a spese di un I-153 il 4 ottobre durante un volo di ricognizione verso l'importante base della Flotta del Baltico di Lavansaari.
La sua seconda vittoria avvenne l'11 novembre 1942 quando abbatté un Petlyakov Pe-2, colpendolo a uno dei propulsori.
Il 24 marzo 1943 era uno dei tre piloti in missione di ricognizione quando furono attaccati da due I-153 sovietici vicino a Lavansaari. I piloti finlandesi furono colti di sorpresa e il velivolo matricola IT-13 pilotato dal sergente S. Jänkävaara venne colpito così gravemente che il pilota dovette effettuare un atterraggio di emergenza sul ghiaccio vicino a Peninsaari. I rimanenti due aerei finlandesi rientrarono alla base ed effettuato il pieno di carburante e munizioni ritornarono sul luogo dove si trovava il collega. Atterrato sul ghiaccio accanto allo IT-13 su suo ordine il sergente Jänkävaara salì sull'ala inferiore dopo aver dato alle fiamme il caccia. Quindi decollò con il collega Jänkävaara sulle ali e lentamente raggiunse la base aerea finlandese più vicina.
Venne trasferito al LeLv24 il 4 aprile 1943 per pilotare i caccia Brewster Buffalo. Il 21 dello stesso mese stava pilotando il BW-387 come gregario del tenente Aulis Lumme quando vennero avvistati 3 cacciabombardieri Ilyushin Il-2 scortati da un certo numero di caccia Lavochkin La-5 e Lavochkin LaGG-3. Durante la seguente battaglia aerea di 45 minuti nel golfo di Finlandia egli abbatté un La-5 e un LaGG-3. Il 13 ottobre venne promosso tenente della riserva.
Nel marzo-aprile 1944 fu assegnato con il suo velivolo, dotato di macchina fotografica, a missioni di ricognizione sopra la linea del fronte nemico nell'istmo di Carelia. Durante tali missioni incontrato un fuoco contraereo estremamente intenso, e diverse volte il suo caccia venne spinto fuori rotta dalle onde dalle esplosioni dei proiettili.
Quando venne lanciata la grande offensiva sovietica del giugno 1944, il LeLv24 era già stato riequipaggiato con i Messerschmitt Bf 109G-2 dal mese di maggio. Egli continuò ad abbattere aerei, e il 20 giugno 1944 riuscì ad abbattere cinque velivoli nemici.
Il 14 giugno 1944 effettuò due missioni di ricognizione e in ciascuna di essa entrò in combattimento. La seconda missione ebbe luogo tra le 11:00 e le 12:10, nell'area di Vammeljoki-Tyrisevä, nella costa meridionale dell'istmo di Carelia. Il suo gregario era il tenente "Jotte" Saarinen (MT-227). Mentre si avvicinavano i due piloti scoprirono che la linea del fronte era sottoposta ad un costante bombardamento nemico e sopra l'area in cui dovevano operare stavano volando circa 100 bombardieri nemici scortati da 100 caccia. Quando la formazione nemica ebbe sganciato le bombe, egli poté completare la sua missione. Allo stesso tempo si stavano avvicinando tre formazioni di circa 70 aerei nemici. Egli riuscì ad abbattere 2 caccia Lavochkin La-5 e un cacciabombardiere Ilyushin Il-2, danneggiando anche 2 Pe-2 e 2 caccia, mentre Saarinen abbatté un Il-2 e un Bell P-39 Airacobra.
Il 28 giugno 1944 ricevette l'ordine di eseguire una missione di ricognizione per identificare i trasporti di materiale nemico sulla linea ferroviaria costiera per Viipuri. Lo stesso incarico era stato affidato poche ore prima al capitano Hans Wind che era dovuto rientrare, gravemente ferito, senza aver portato a termine la missione. Avvicinatosi alla linea ferroviaria da sud trasmise via radio le sue osservazioni alla base. Al ritorno è stato attaccato da alcuni caccia Yakovlev Yak-9 e riuscì ad abbatterne uno ma anche il suo Bf 109 (MT-449) venne centrato da alcuni colpi ed ritornò a Lappeenranta ferito a una gamba.
Con la gamba ingessata fu ricoverato presso l'ospedale militare di Varkaus per un paio di settimane, è scappato dall'ospedale rientrò a Lappeenranta il 9 luglio. Riprese subito a volare il 10 luglio. In quello stesso giorno, di scorta ad alcuni bombardieri, riuscì ad abbattere 4 dei 20 caccia nemici entrati in combattimento per intercettare i bombardieri finlandesi. 
Il 22 luglio partecipò a un combattimento contro 15 Il 2, 9 Pe-2 e 20 caccia La-5 di scorta, riuscendo ad abbattere 2 Il 2 e 1 La-5.
Al termine delle operazioni belliche aveva conseguito 35 vittorie individuali e 2 in collaborazione nel corso di 207 missioni. Proposto per tre volte per la concessione della onorificenza di Cavaliere della Croce di Mannerheim di seconda classe non la ricevette mai a causa di problemi burocratici. Posto in congedo il 10 novembre 1944, iniziò a studiare economia presso la scuola di Helsinki e poi divenne impiegato presso una cassa di risparmio. Si spense ad Helsinki il 20 giugno 1999.

## Pubblicazioni
- Mersu-ässä, Koala-kustannus, Helsinki 2011.

### Fonti
1. 1 2 3 4 5 6 7 8 9 10 11 12 13 14 15 16 17 18 19 20 21 22 23 24 25 26 27 28 29 30  Ciel de Gloire.
2. ↑  Stenman, Thomas 2010, p. 85.
3. 1 2 3 4 5 6 7 8 9 10  Allaces.
4. 1 2 3 4 5  Surfcity.
5. ↑  Stenman, Thomas 2010, p. 37.